# Martin Woltman

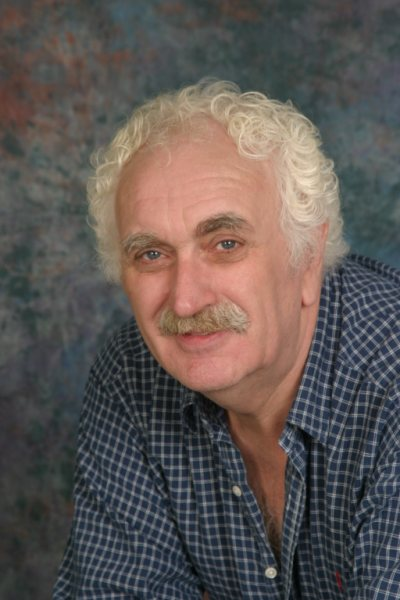
Woltman in 2009

Martin Woltman (Den Haag, 1 november 1946) is een Nederlands voormalig voetballer.

## Voetbalcarrière
Woltman groeide in Den Haag op en begon in 1954 met voetbal bij VUC. Woltman speelde enkele jaren in het eerste elftal van VUC en stapte in 1965 over naar ADO Den Haag. Daar speelde hij in het seizoen 1965-1966 in één bekerwedstrijd en in het seizoen 1966-1967 in één competitiewedstrijd mee als linksbuiten. Daarna ging hij weer terug naar VUC. In 1971 ging hij nog voor enkele jaren naar SV DSO uit Zoetermeer. Daarna bleef hij bij VUC tot 1991.